# 有机锡化学
「有機錫化合物」是包括一個以上錫-烴鍵的化合物。有機錫化學是有機金屬化學的一個分支。最早發現的有機錫化合物是爱德华·弗兰克兰 在1849年發現的二碘二乙基錫（(C2H5)2SnI2）。有機錫化合物主要用途為聚氯乙烯的熱穩定劑及殺菌劑、木材防腐劑及催化剂。但由於這些化合物的毒性，它們已被國際海事組織禁止使用（有指出1ng/l= 0.001 ppb的濃度已會對水中生物造成影響）。有機錫化合物亦用於玻璃瓶的氧化錫層的生成。

## 合成
- 鹵化錫和格林尼亞試劑复分解：

SnCl4 + 4RMgCl → R4Sn+4MgCl2
（註）通式中R為烴基，可為烷基或芳基等；X為無機或有機酸根、氧、鹵族元素等。
- 武慈反應：由鹵化錫和烷基鈉偶联：

SnCl4 + 8Na + 4RCl → R4Sn+8NaCl
- 鹵化錫和有機鋁化合物（AlR3）的交換作用：

3SnCl4 + 4R3Al + 4R'2O → 3R4Sn + 4AlCl3·R'2O
- 直接用烷基碘生成，但只能合成二烃基錫：

Sn + RI → R2SnI2
- 把四烃基錫和四氯化錫混合，可生成各種有机錫化合物：

3R4 + SnCl4 → 4R3SnCl
R4 + SnCl4 → 2R2SnCl2
R4 + 3SnCl4 → 4RSnCl3
- 三丁基錫氧化物的分子式：

C24H54OSn2

## 反应
- 参见Stille反应。

## 用途和毒性
- 四烃基錫是很穩定的分子，毒性和對生物的作用都很低，不能作為殺生物劑，但可以變成有毒的三烃基錫。
- 三烃基錫毒性十分強，三烷基錫是植物毒素，所以不能用於農業。三甲基錫和三乙基錫口服時的毒性十分強，隨著烷基增大，毒性漸漸減弱，到了三辛基錫已變成無毒性。主要是由於消化系統對三基錫的吸收隨烷基增大而減少。根據不同的基，三烃基錫可以作為強力抑菌劑及抑霉劑。三丁基錫在工業上作為殺菌劑，例如做紙業，紡織業，亦用於船業作來防止生物依靠，但由於對水中生物有影響，使用已受法律限制。三苯基錫用於抗霉漆和農業防霉。其他三烃基錫亦可用於抗蟎上。
- 二烃基錫除了二苯基錫外，沒有抗霉能力，抗菌能力低，毒性也低。主要用於聚合物的生產，如PVC熱穩定劑，催化劑，及聚氨酯及硅膠的生產。
- 一烃基錫的毒性更低，沒有生物作用，主要用於PVC熱穩定劑[3]。部份一烃基錫有疏水性的應用。
- PVC熱穩定劑，在PVC的合成時，多分子中會出現一些缺陷，穩定劑的功用是避免，修補缺陷和吸收釋放出來的鹽酸。有機錫化合物佔了美國PVC熱穩定劑約40%的比例，使用時主要是用一烃基錫和二烃基錫混合使用。由於低毒性，被各國推薦為食品包裝用的PVC熱穩定劑。
- 同態催化劑，用於聚氨酯的生產，令出現須兩個步驟的生產能一次性完成，並大幅減少了生產時間。還可用於硅膠常溫定形，酯化，氫化，脫氫化，異構化等。
- 玻璃的塗層，可用一基錫的蒸氣，在玻璃上塗上氧化錫塗層。
- 殺生物劑：約1950年開始，對有機錫化合物的殺生物應用進行了系統性的研究。三丁基氧化錫等（TBTO）被廣泛用於木材防腐，但由於TBTO的毒性，應用受到一定的限制，另外，TBTO亦可用於紙張，布料及石塊的防護。三苯基錫等用於農業防霉防蟲。三丁基錫（TBT）用於船低防附，但由於對水中生物有一定影響，使用受到限制，幸好三丁基錫會慢慢變成二基，一基以及無機錫，不會造成長期性的污染問題。二丁基二月桂酸錫可用於養殖業防寄生蟲。
- 三丁基錫：無色或淺黃色澄清液體。相對密度1.2105g/ml，閃點 -15℃，沸點171-173℃，折射率1.4930。用途：具有防腐、殺菌、防黴等作用。廣泛用於木材防腐，船舶油漆等。同時作為醫藥中間體廣泛應用於醫藥行業。

## 重要的化合物
- 四丁基錫：用於生產三丁基錫和二丁基錫的原料。
- 二烷基錫和一烷基錫：用於聚氯乙烯的熱穩定劑。
- 三丁基錫：（TBTO）Tributyltin chloride：無色到淡黃的液體，用於木材防腐。
- 三苯基醋酸錫：灰白色結晶，用於防蟲防霉。
- 三苯基氯化錫：白色結晶，用於殺菌劑和生產其他化合物的原料。
- 三甲基氯化錫：殺菌劑。
- 三苯基氫氧化錫：灰白色粉末，用於防蟲防霉。
- 苯丁錫：很穩定的白色結晶，用於防蟎。
- 三唑錫：無色結晶，用於防蟎。
- 三環錫：白色結晶，用於防蟎。
- 六甲基二錫：用來生產其他化合物的原料。
- 四乙基錫：一種催化劑。 [4]

## 多鍵錫化合物
不同碳化合物只能有四個鍵，錫化合物可以配合到五個鍵。這種多鍵錫化合物一般須電負性的取代基來穩定。2007年，一種在常溫下在氬氣中穩定的五鍵錫化合物被報告生成。 